# Verdejante
Verdejante là một đô thị thuộc bang Pernambuco, Brasil. Đô thị này có diện tích 449,17 km², dân số năm 2007 là 9536 người, mật độ 21,23 người/km².